# 회랑 (지정학)

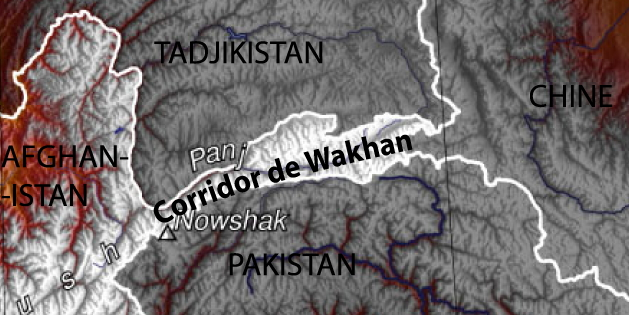
타지키스탄, 중화인민공화국, 파키스탄과 맞닿아 있는 아프가니스탄의 와한 회랑 지역.

회랑(영어: Corridor, 한자:回廊)은 지정학에서 이르는, 바다나 다른 나라 등으로 갈 수 있는 폭이 좁고 길이가 긴 통로를 일컫는다. 예컨대 내륙에 위치한 한 국가에서 바다 및 타국 영토로 나갈 수 있는 좁은 통로를 말한다.

## 상세
회랑 지역은 대륙 간 이동, 민족 간 이동, 그리고 문화권 간 이동에서 중요한 가치를 갖게 되었다. 그러한 과정에서 회랑 지역은 역사적으로 다양한 국가들의 이해관계 속에서 갈등 및 분쟁의 요소로 자리 잡아왔다. 이는 주로 육지 영토에서 발생하는 현상이며, 특정 지역에 대한 이해관계가 복합적으로 구성된 국가들 간 긴장 및 경쟁이 조성되었다. 회랑 지역에 대한 영토적 분쟁과 긴장은 해결된 경우도 있지만, 현재까지 국가 간 문제가 해결되지 않은 경우도 많다.

## 예시
- 악사이친
- 와한 회랑
- 라츤 회랑
- 네움
- 도클람
- 폴란드 회랑
- 두만강 회랑

## 같이 보기
- 땅거스러미
- 월경지
- 돌출지